# Isabella Arendt
Isabella Arendt Vlasman (født Laursen 7. maj 1993 i Fredericia) er en dansk politiker, der var formand for Kristendemokraterne fra 2019 til 2022. Hun var partiets næstformand 2017-2019 og Kristendemokratisk Ungdomspartis formand 2013-2016. Arendt var folketingskandidat for Kristendemokraterne ved folketingsvalget 2011, 2015 og 2019 – i 2011 som den yngste folketingskandidat nogensinde – og for Det Konservative Folkeparti ved folketingsvalget 2022, men blev ikke valgt ind nogen af gangene. Siden juli 2022 har hun været manager hos konsulentvirksomheden Szpirt & Company.
Arendt blev konstitueret som fungerende formand for Kristendemokraterne i maj 2019, midt i valgkampen forud for folketingsvalget 2019, som følge af ønske om en måneds stressrelateret sygeorlov fra partiets daværende formand, Stig Grenov; hun blev valgt som landsformand i oktober. I 2021 blev hun derudover ansat som partiformand i Folketinget, da Kristendemokraterne fik et mandat i Folketinget som følge af Jens Rohdes indmeldelse. I maj 2022 trak hun sig som formand og meldte sig samtidig ud af partiet. Måneden efter blev hun folketingskandidat for Det Konservative Folkeparti.

## Baggrund og karriere
Isabella Arendt blev født Isabella Arendt Laursen den 7. maj 1993 i Fredericia og stammer fra Pjedsted. Hun er opvokset i et kristent og politisk engageret hjem, men blev ifølge hendes far ikke pålagt nogen bestemte holdninger i hjemmet. Hendes far, Mikael Arendt Laursen, er generalsekretær for KLF, Kirke & Medier. Hun gik på Fredericia Gymnasium, hvor hun blev student i 2012. Hun følte sig ensom i gymnasietiden, hvor hun ikke havde nære veninder. Efter gymnasiet flyttede hun til København for at studere og tog en bachelorgrad i statskundskab fra Københavns Universitet i 2017, og hun er pr.  2019 kandidatstuderende. Inden hun blev partileder, arbejdede hun 2017-2019 som forskningsassistent ved Institut for Lykkeforskning. Arendt blev i juli 2022 manager hos konsulentvirksomheden Szpirt & Company. Siden har Arendt arbejdet som senior public affairs rådgiver i Landbrug & Fødevarer og i januar 2024 annonceres det at hun derudover tilknyttes som familiepolitisk rådgiver i Tænketanken Prospekt.
Hun blev i 2018 gift med Caspar Vlasman, som var kandidat for Kristendemokraterne ved kommunalvalget 2021 i Københavns Kommune. Parret bor i Valby.

## Politisk karriere

### Medlem af DSU, Kristendemokraterne og Radikale Venstre
Arendt var ved folketingsvalgene i 2011, 2015 og 2019 folketingskandidat for Kristendemokraterne. Ved folketingsvalget i 2011 var hun opstillet som den yngste folketingskandidat nogensinde. Hun fik 85 personlige stemmer, og Kristendemokraterne kom ikke i Folketinget i 2011. Arendt var herefter en kort overgang medlem af Radikale Venstre. Hun udtalte efterfølgende, at hun hos hverken DSU eller Radikale Venstre oplevede en "tolerance for, at man kunne tro, hvad man ville, og tænke, hvad man ville", og til folketingsvalget i 2015 var hun kandidat for Kristendemokraterne i Østjyllands Storkreds.
I perioden 2013-2016 var Arendt landsformand for KDup – Kristendemokratisk Ungdomsparti. Arendt har også været medlem af Danmarks Socialdemokraiske Ungdom.
I 2013 og 2017 var Arendt kandidat for Kristendemokraterne til Københavns Borgerrepræsentation ved kommunalvalgene. Fra 2017 til 2019 var Arendt partiets næstformand.
Den 7. maj 2019, på dagen for udskrivelsen af folketingsvalget 2019, vikarierede Isabella Arendt for Kristendemokraternes daværende landsformand, Stig Grenov, i partilederrunden på TV 2 om aftenen, efter at Grenov havde fået et ildebefindende kort tid før udsendelsen. Hendes vikariat blev vel modtaget i medierne, og hun fik tilnavnet "vikaren fra himlen" af Radio24Syv og "Kristendemokraternes nye håb" af Altinget.

### Formand for og udmeldelse af Kristendemokraterne
Fra uge 20 2019 blev Isabella Arendt konstitueret som fungerende formand for Kristendemokraterne til og med uge 24 pga. ønske om en måneds stressrelateret sygeorlov fra Kristendemokraternes daværende formand, Stig Grenov. Hun blev valgt til partiets landsformand den 13. oktober samme år. I 2021 blev hun ansat som partiformand i Folketinget, da Kristendemokraterne fik et mandat i Foketinget, efter at Jens Rohde meldte sig ind i partiet. Det betød, at hun som både landsformand og partiformand delte sin tid mellem de to poster. Den 17. maj 2022 meddelte hun, at hun fratrådte som landsformand for Kristendemokraterne og meldte sig ud af partiet med øjeblikkelig virkning på grund af manglende opbakning og arbejdslyst.

### Folketingskandidat Det Konservative Folkeparti
Arendt blev den 12. juni 2022 indstillet af en enstemmig bestyrelse i Det Konservative Folkepartis vælgerforening i Hedensted som partiets folketingskandidat i Hedenstedkredsen. Ved folketingsvalget den 1. november samme år gik De Konservative fra 12 til 10 mandater. Arendt fik 2.186 personlige stemmer, næstflest blandt kandidaterne for De Konservative i Østjyllands Storkreds, men partiets eneste mandat i kredsen gik til Mona Juul.

## Politik
Da Arendt var formand for Kristendemokraterne, understregede hun, at "partiet ikke vil blande religion og politik sammen, selv om værdigrundlaget stammer fra kristendommen", og at hun kæmper for meningsfrihed for alle, uanset politisk eller seksuel overbevisning.
Isabella Arendt mener, at der er alt for mange kvinder i Danmark, der får en abort. Hun går ikke ind for et forbud mod abort, men synes, at kvinder, der overvejer abort, bør have vejledende samtale med sundhedspersonale før en endelig beslutning.
Derudover går hun ind for en blå-grøn løsning på klimaproblemerne, "der både involverer landmændene og lokalt producerede fødevarer, men også indretningen af et bæredygtigt skattesystem".
Isabella Arendt fik sammen med Alternativets Uffe Elbæk den første udgave af Politikens Dialogpris under folketingsvalget i 2019. Hun modtog den for valgkampens første eksempel på konstruktiv politisk debat.